# Xã Jefferson, Quận Morgan, Indiana
Xã Jefferson (tiếng Anh: Jefferson Township) là một xã thuộc quận Morgan, tiểu bang Indiana, Hoa Kỳ. Năm 2010, dân số của xã này là 3.274 người.